# Куликовский (Ленинградский район)
Куликовский — хутор в Ленинградском районе Краснодарского края Российской Федерации.
Административный центр Куликовского сельского поселения.

## География

### Улицы
| - пер. Восточный, - пер. Газовиков, - пер. Дальний, - пер. Колхозный, - пер. Новосёлов, - пер. Садовый, - пер. Широкий, - пер. Школьный, | - ул. Красная, - ул. Октябрьская, - ул. Победы, - ул. Полтавская, - ул. Советов, - ул. Школьная. |

## История
Основан в 1910 году.

## Население
| 2002  | 2010  | 2012  | 2013  | 2014  | 2015  |
| ----- | ----- | ----- | ----- | ----- | ----- |
| 1970  | ↘1788 | ↗1791 | ↗1810 | ↗1830 | ↗1857 |
| 2016  | 2017  | 2018  | 2019  | 2020  | 2021  |
| ↘1840 | ↘1814 | ↘1781 | ↘1778 | ↘1749 | ↗1779 |
| 2023  |       |       |       |       |       |
| ↘1756 |       |       |       |       |       |